# Gustaf Rudebeck (ornitolog)
Gustaf Edvard Rudebeck, född den 30 oktober 1913 i Helsingborg, död den 28 augusti 2005 i Lund, var en svensk zoolog. 
Rudebeck var föreståndare för fågelavdelningen vid Transvaal Museum i Pretoria mellan 1954 och 1956, intendent vid Naturhistoriska riksmuseet 1959–1965 och chef för Zoologiska museet i Lund 1966–1978. Han tillades professors namn 1978.
Systematiska räkningar av fågelsträcket över Falsterbohalvön genomfördes första gången av Gustaf Rudebeck höstarna 1942–1944. Under perioden 1949–1960 organiserade Skånes Ornitologiska Förening räkningar som huvudsakligen bedrevs från den sydvästligaste udden, Nabben . Ett stort antal olika observatörer var inblandade i räkningarna genom åren. Räkningsperioderna varierade något mellan åren, mycket beroende av tillgången på observatörer. (Räkningarna återupptogs 1973 och bedrivs numera i Naturvårdsverkets regi.)
Sedan 1993 delar Skånes Ornitologiska Förening ut Gustaf Rudebeckstipendiet "till någon som verkar för bland annat fågelskydd i Gustafs anda och som på samma inspirerande sätt som Gustaf sprider kunskap om fåglarna och skapar fågelintresse bland såväl unga som gamla".
1957 beskrev Gustaf Rudebeck skogsvråk (Buteo trizonatus) från Sydafrika.
Rasen Stenostira scita rudebecki av grå feflugsnappare är uppkallad efter Rudebeck, liksom ödlearten Typhlacontias rudebecki och flera sydafrikanska leddjursarter.
Under 1968 och 1969 deltog han i tv-programmet Fråga Lunds expertpanel.
Gustaf Rudebeck valdes in som ledamot av Kungliga Fysiografiska Sällskapet i Lund 1978.
Gustaf Rudebeck tillhörde släkten Rudbeck.